# جوی گارسیا
جوی گارسیا (به انگلیسی: Joe Garcia) نمایندهٔ حوزه انتخابیه فلوریدا از حزب دموکرات ایالات متحده آمریکا در مجلس نمایندگان ایالات متحده آمریکا است که برای نخستین‌بار در ۶ ژانویه ۲۰۱۳ میلادی به‌عضویت این مجلس درآمد.